# Aiánteio
Aiánteio (Aianteio) är en ort i Grekland.   Den ligger i prefekturen Nomós Piraiós och regionen Attika, i den sydöstra delen av landet, 23 km väster om huvudstaden Aten. Aiánteio ligger 1 meter över havet och antalet invånare är 4 860. Den ligger på ön Salamis.
Terrängen runt Aiánteio är kuperad söderut, men norrut är den platt. Havet är nära Aiánteio åt sydväst.  Närmaste större samhälle är Pireus, 15,9 km öster om Aiánteio. 